# 1020 Arcadia
1020 Arcadia är en asteroid i huvudbältet som upptäcktes den 7 mars 1924 av den tyske astronomen Karl Wilhelm Reinmuth. Dess preliminära beteckning var 1924 QV. Asteroiden namngavs senare efter Arcadia, en grekisk mytologisk plats och den moderna grekiska provinsen på Peloponnesos.
Arcadia är medlem av Agnia-asteroiderna, en grupp av asteroider som har liknande banelement och tros vara del av en större kropp som splittrats. Gruppen har fått sitt namn av 847 Agnia. Andra asteroider som ingår I gruppen är 1228 Scabiosa, 2401 Aehlita och 3395 Jitka. 
Arcadias senaste periheliepassage skedde den 18 augusti 2022. Dess rotationstid har beräknats till 17,02 timmar.